# Себсекенов, Зады
Зады Себсекенов, другой вариант имени и фамилии — Зада Сепсекенов (каз. Сепсекенов Зада; 14 августа 1914 год, село Жанаталап, Зайсанский уезд, Семипалатинская область — 17 октября 1996 года, село Чиликты, Зайсанский район, Восточно-Казахстанская область, Казахстан) — старший табунщик овцеводческого совхоза «Чиликтинский» Министерства совхозов СССР, Тарбагатайский район Восточно-Казахстанской области, Казахская ССР. Герой Социалистического Труда (1948). Депутат Верховного Совета Казахской ССР 3-го созыва.

## Биография
Родился в 1914 году в бедной крестьянской семье в селе Жанаталап Зайсанского уезда Семипалатинской области. С 14-летнего возраста занимался батрачеством. С 1932 года трудился в совхозе «Чиликтинский» Тарбагатайского района. С 1942 года участвовал в Великой Отечественной войне. Служил сапёром в составе 8-й гвардейской стрелковой дивизии. Получил три ранения, после третьего серьёзного ранения демобилизовался и возвратился на родину, где продолжил трудиться с 1944 года старшим табунщиком в совхозе «Чиликтинский».
В 1947 году бригада Зады Себсекенова вырастила 50 жеребят от 50 кобыл. За получение высокой продуктивности животноводства в 1947 году при выполнении совхозом плана сдачи государству продуктов животноводства и полеводства и выполнении государственного плана развития животноводства по всем видам скота удостоен звания Героя Социалистического Труда указом Президиума Верховного Совета СССР от 23 июля 1948 года с вручением ордена Ленина и золотой медали «Серп и Молот».
Позднее возглавлял коневодческое хозяйство совхоза «Чиликтинский». В 1948 году под его управлением на конеферме было выращено 118 жеребят от 120 кобыл. Под его руководством численность совхозного табуна возросла за десять лет в 11 раз и достигла полутора тысяч голов.
С 1959 года — председатель исполкома Чиликтинского сельсовета. Избирался депутатом Верховного Совета Казахзской ССР созыва (1951—1955) от Тарбагатайского избирательного округа, Восточно-Казахстанского областного и Тарбагатайского районного советов народных депутатов.
После выхода на пенсию проживал в селе Чиликты Зарасайского района. Скончался в 1996 году. Похоронен на местном сельском кладбище.
Награды
- Герой Социалистического Труда
- Орден Ленина
- Орден Отечественной войны 1 степени[1]
- Медаль «За отвагу»
- Медаль «За боевые заслуги»
- Медаль «За освоение целинных земель»